# Cérou
Il Cérou è un fiume francese dei due dipartimenti dell'Aveyron e del Tarn, nella regione Occitania.

## Geografia
Lungo 87,4 km, il Cérou nasce nel comune di Saint-Jean-Delnous, dipartimento dell'Aveyron, entra presto in quello del Tarn e sfocia alla riva sinistra dell'Aveyron, nel territorio del comune di Milhars.

### Principali comuni attraversati
- Nel Tarn: Carmaux, Monestiés, Salles, Cordes-sur-Ciel, Milhars
- Nell'Aveyron: Saint-Jean-Delnous

### Affluenti
- Il Farruel (12,5 km)
- La Boutescure (15,4 km)
- Il Céroc (17,6 km)
- Il ruisseau du Candou (7,4 km)
- Il Céret (28,5 km)
- La Zère (8,5 km)
- Il ruisseau d'Aymer (12,2 km)
- Il ruisseau de Bonnan (6,1 km)

## Idrografia
Il Cérou costituisce una riserva d'acqua importante e capitale a proposito del fiume Aveyron grazie allo sbarramento di Saint-Géraud 1986, che gli fornisce una portata regolare tutto l'anno (particolarmente nel periodo di magra).